# Фатима (молитва)
Вижте пояснителната страница за други значения на Фатима.
Фатимската молитва  е паралитургична молитва в Римо-католическата Църква. Тя е била разкрита от Дева Мария при третото ѝ появяване във Фатима на 17 юли 1917. Това е молитва за покаяние и за умрели. Казва се по време на Светата Броеница.
Текстът е следният:
| български | латински |
| О, Исусе, прости ни греховете, Предпази ни от вечния огън И въведи в Небето всички души а особено онези, които най-много се нуждаят от Твоето милосърдие. Амин. | Domine Iesu, dimitte nobis debita nostra, libera nos ab igne inferni, conduc in caelum omnes animas, praesertim eas, quae misericordiae tuae maxime indigent. Amen. |